# Cryptocephalus siedei
Cryptocephalus siedei là một loài bọ cánh cứng trong họ Chrysomelidae. Loài này được Warchalowski miêu tả khoa học năm 2001.